# Otona ni narumon!
Otona ni Narumon! (オトナになるもん!) est un shōjo manga créé par An Nakahara, publié dans le magazine Ciao en 2003 et 2004 par l'éditeur Shōgakukan. Un seul volume est paru.

## Synopsis
Le manga raconte l'histoire d'une jeune fille qui a l'extraordinaire pouvoir de se transformer en adulte.